# Georg Heilingsetzer
Georg Heilingsetzer (* 14. August 1945 in Mondsee) ist ein österreichischer Historiker und Archivar.

## Leben
Aufgewachsen als Sohn zweier Gymnasiallehrer in Wien, studierte Georg Heilingsetzer an der dortigen Universität Rechtswissenschaften, Geschichte und Kunstgeschichte (Promotion 1970), wo er auch Mitglied des Instituts für Österreichische Geschichtsforschung wurde (Staatsprüfung 1971). Anschließend war er als wissenschaftlicher Beamter am Oberösterreichischen Landesarchiv in Linz tätig, seit 1989 als Direktor-Stellvertreter (Ende 2004 Pension). Ab 1985 nahm Georg Heilingsetzer Lehraufträge am Institut für Geschichte an der Universität Wien wahr und ist seit 2001 Honorarprofessor für Österreichische Geschichte ebendort. Er gehörte und gehört zahlreichen wissenschaftlichen Vereinen und Beiräten an, darunter der Gesellschaft für Landeskunde und Denkmalpflege Oberösterreich (vormals Oberösterreichischer Musealverein, Präsident 1991–1994) und dem Anton Bruckner Institut Linz. 1979 erhielt er den Theodor-Körner-Preis und 2006 das Österreichische Ehrenkreuz für Wissenschaft und Kunst I. Klasse.
Seine Forschungsschwerpunkte liegen in der Frühen Neuzeit, umfassen aber auch Themen vom Mittelalter bis zum 20. Jahrhundert. Dies betrifft vor allem die Österreichische Geschichte und die oberösterreichische Landes- und Regionalgeschichte. Im Fokus standen oft auch Adel und Ständewesen, die Aufklärung des 18. Jahrhunderts und die politischen und kulturellen Beziehungen Österreichs zu Frankreich und vor allem England.
Seit 1973 ist Georg Heilingsetzer mit Rafaela (geb. Maier) verheiratet und Vater einer Tochter und eines Sohnes.

## Schriften (Auswahl)
- Der oberösterreichische Bauernkrieg 1626. Wien 1976, 2. Auflage 1985, 3. Auflage Linz 2001.
- Eferding. Kommentar zur Stadtgeschichte. In: Österreichischer Städteatlas. V/2, Wien 1997.
- Mondsee. Die Geschichte des Klosters, St. Ottilien. Ohne Ort 1998.

Beiträge:
- Schloß Weinberg als Herrschaftszentrum und seine Besitzer. Katalog des OÖ. Landesmuseums, 1988, S. 29–40 (zobodat.at [PDF]).
- Zwischen Bruderzwist und Aufstand in Böhmen. In: Schloss Weinberg im Lande ob der Enns. Linz 1991, S. 73–119.
- Der Sebastiansaltar Albrecht Altdorfers. In: Jahrbuch des Oberösterreichischen Musealvereines. Band 136a, Linz 1991, S. 189–195 (zobodat.at [PDF]).
- Aspekte der Außen- und Innenpolitik bei der Erwerbung des Innviertels durch Österreich (1779). In: Jahrbuch des Oberösterreichischen Musealvereines. Band 127a, Linz 1982, S. 129–163 (zobodat.at [PDF]).
- Prinz Eugen und die Führungsschicht der österreichischen Großmacht 1683–1740. In: Erich Zöllner, Karl Gutkas (Hrsg.): Österreich und die Osmanen – Prinz Eugen und seine Zeit. Wien 1988, S. 120–137.
- Voltaire und die Habsburgermonarchie. Persönliche Kontakte und Auseinandersetzungen mit seinem Werk. In: Mitt(h)eilungen der Gesellschaft für Salzburger Landeskunde. Jahrgang 141, 2001, S. 255–264 (zobodat.at [PDF]).
- Glückliches Albion. Politische und kulturelle Beziehungen und Kontakte zwischen Großbritannien und Österreich um 1800. In: Archiv für Kulturgeschichte. 86, 2004, S. 369–412.

## Herausgeberschaften
- mit Reinhard R. Heinisch (Hrsg.): Historische Dokumentation zur Eingliederung des Innviertels 1779. Linz 1979.
- mit Kurt Holter (Autor), Winfried Stelzer (Hrsg.): Buchkunst – Handschriften – Bibliotheken. Beiträge zur mitteleuropäischen Buchkultur vom Frühmittelalter bis zur Renaissance. 2 Bände, Linz 1996.
- mit Friedrich Edelmayer, Martina Fuchs, Peter Rauscher (Hrsg.): Plus ultra. Die Welt der Neuzeit. Münster 2008.